# Wapen van Meppel

Wapen van Meppel

Het wapen van Meppel is het gemeentelijke wapen van de Drentse gemeente Meppel. De beschrijving luidt: 
"In zilver boven drie blokjes van sabel en beneden drie klaverbladen van sinopel; op een schildzoom van keel tien penningen van zilver. Het schild gedekt met een gouden kroon van vijf bladeren."

## Geschiedenis
Het wapen symboliseert de turfwinning en de landbouw in de gemeente; in vroeger tijden een belangrijke vorm van inkomsten. Het eerste wapen van Meppel werd in 1819 verleend aan de gemeente met de volgende beschrijving: 
"Van zilver, van boven beladen met drie onder elkander liggende verkorte dwarsbalken, hameijden genoemd, en onder in het schild drie klaverbladen in hunne natuurlijke kleur, geplaatst 2 en 1. Het schild gedekt door een gouden kroon."
Met de correctie van het tweede wapen in 1955 veranderde de facto niets, behalve aan de beschrijving zelf: 
"In zilver drie liggende turven in natuurlijke kleur, boven elkaar, en daarbeneden drie klaverbladeren van sinopel, geplaatst 2 en 1. Het schild gedekt met een gouden kroon van vijf bladeren."
De hamei werd in de beschrijving vervangen door turfblokken, het aantal fleurons op de kroon werd uitdrukkelijk genoemd waarmee duidelijk werd gemaakt dat het om een markiezenkroon ging. Met de samenvoeging met Nijeveen werd het wapen grotendeels behouden, alleen de blokjes werden gekanteld, en de schildzoom van Nijeveen werd toegevoegd. De turven symboliseren de veenafgraving en turfhandel, de klaverbladen staan voor het weidegebied. De tien penningen zijn een herinnering aan een historische gebeurtenis in het Kolderveen. Tot Kolderveen behoorde ook Meppel, dat in 1422 tot kerspel werd verheven. Dit geschiedde onder voorwaarde dat de pastoor jaarlijks tien mud rogge als belasting moest betalen.
Bij Koninklijk Besluit van 23 februari 1998 werd het wapen aan de gemeente verleend.

## Verwante wapens

Wapen van Meppel 1955
Wapen van Meppel 1819
Wapen van Nijeveen